# Mine de diamants d'Ekati
La mine de diamants d'Ekati est située à Lac de Gras dans les Territoires du Nord-Ouest au Canada. Exploitée depuis la fin de 1998, elle est la première mine canadienne produisant des diamants,. L'entreprise qui la détient et l'exploite est détenue à 80 % par BHP Billiton Diamonds Inc., à 10 % par Chuck Fipke et à 10 % par Stewart Blusson, ces derniers étant des spécialistes en géologie ayant découverts les cheminées de kimberlite les contenant.
Selon BHP Billiton, la mine produirait environ 6 % du marché mondial de la vente de diamants. Ressources naturelles Canada affirme qu'en 2001 la mine produit pour environ 7 millions CAD de diamants par jour. L'Atlas canadien en ligne mentionne des ventes annuelles de 430 millions CAD pour l'année 2000.

## Histoire
En 1991, une première cheminée de kimberlite riche en diamants est découverte au Canada au lac Point. Des entreprises, des géologues et des prospecteurs amateurs se lancent dans des missions de prospection.
À la suite de la découverte de plusieurs cheminées de kimberlite commercialement exploitables près du lac de Gras, les spécialistes en géologie Fipke et Blusson s'associent à BHP Billiton pour les exploiter. 
Pour établir le site d'exploitation de la mine, BHP Billiton a investi environ 700 millions USD,. Ekati entre officiellement en exploitation le 14 octobre 1998 sous l'égide de BHP Billiton Diamonds Inc., une filiale de BHP Billiton.
Selon BHP Billiton, il y aurait 156 cheminées exploitables sur le site en 2008.

## Description
Les diamants d'Ekati se trouvent dans des cheminées de kimberlite vieilles de 45 à 62 millions d'années faisant partie du Misery Kimberlite Complex ; la plupart se trouvent sous des lacs peu profonds.
Les diamants d'Ekati sont vendus sous la marque commerciale Aurias. Leur authenticité est garantie par CanadaMark, service de BHP Billiton Diamonds Inc.
Entre 1998 et 2004, la mine a produit 26 033 000 de carats (5 207 kg) de diamants. Il est prévu qu'elle produise pour environ 500 millions CAD de revenus par an pendant au moins 25 ans.